# Willy Cohn
Willy Cohn (ur. 12 grudnia 1888 we Wrocławiu, zm. 29 listopada 1941 w Kownie) – niemiecki historyk i nauczyciel żydowskiego pochodzenia.

## Życiorys
Urodzony w rodzinie żydowskiej bogatego kupca Louisa, właściciela domu handlowego na wrocławskim Rynku nr 49 i Margarethe z d. Hainauer. W 1895 podejmuje naukę w Gimnazjum św. Jana w swoim rodzinnym mieście, a po jej zakończeniu w 1906, w tym samym roku wyjeżdża do Heidelbergu i zaczyna studia historyczne na tamtejszym uniwersytecie, kończąc je na Königliche Universität Breslau, gdzie uzyskał doktorat w roku 1910 z dziejów floty normańsko-sycylijskiej X i XI w. u prof. Preussa. Po studiach uczył w szkole. W latach 1914–1919 walczył w armii niemieckiej na froncie zachodnim we Francji, za służbę odznaczony Krzyżem Żelaznym. Po demobilizacji został nauczycielem historii, geografii oraz języka niemieckiego we wrocławskim Gimnazjum św. Jana, pracując tam do czerwca 1933, gdy zwolniono go z pracy z powodu żydowskiego pochodzenia i członkostwa w partii socjaldemokratycznej. Jednocześnie, do początku objęcia w kraju władzy przez nazistów, publikował artykuły na temat wczesnośredniowiecznej historii Sycylii i na temat dziejów Żydów we Wrocławiu. W 1927 r., w ramach naukowego stypendium wyjazdowego, przebywał na Sycylii. Od 1935 wszedł w skład zarządu Muzeum Żydowskiego, a u schyłku 1936 został nauczycielem historii Żydowskiego Seminarium Teologicznego, pracując w nim do likwidacji szkoły przez władze hitlerowskie pod koniec 1938. W okresie władzy hitleryzmu starsze dzieci Cohna musiały opuścić Niemcy - syn Wolfgang wyjechał do Francji, a młodszy syn Cohna Ernst i najstarsza córka Ruth dotarli do Palestyny. Cała trójka przeżyła wojnę. Willy Cohn wraz z żoną odwiedzili obu synów podczas podróży do Francji i Palestyny w okresie od 13 III do 9 V 1937 r. W Palestynie przebywali ponad miesiąc. Od 1907 W. Cohn prowadził pamiętnik (dziennik) dokumentujący losy swej rodziny, a także Żydów wrocławskich w tym w czasie nazizmu, ponadto w latach 1940 - 1941 napisał wspomnienia ze swojego życia, kończące się w momencie dojścia Hitlera do władzy w I 1933.
21 listopada 1941, wraz z tysiącem wrocławskich Żydów, został zatrzymany przez władze niemieckie i wywieziony do Kowna, gdzie wszystkich zamordowano w forcie IX dzień po przybyciu. Zginęli wówczas W. Cohn, jego żona i dwie córki (dziewięcioletnia Susanne i trzyletnia Tamara). Dowódcą mordu był Karl Jäger.
W. Cohn był głęboko wierzącym żydem. Należał do masonerii, będąc członkiem loży Lessinga, której przez rok przewodniczył (1924). Był zwolennikiem utworzenia państwa żydowskiego na terenach Palestyny, choć sam nie zdecydował się na stały wyjazd z Wrocławia. Jako socjaldemokrata i Żyd był przeciwnikiem wewnętrznej polityki Hitlera, natomiast cenił sukcesy Hitlera wojenne i w polityce zagranicznej, np. anszlus Austrii i zdobycze Niemiec w czasie pierwszej fazy II wojny światowej.
Rodzina
- Pierwsza żona Ella z d. Proskauer (ślub w 1913), dzieci: Wolfgang (ur. 1915), Ernst (ur. 1919)
- Druga żona Gertrud z d. Rothmann (ślub w 1923), dzieci: Ruth (ur. 1924), Susanne (ur. 1932), Tamara (ur. 1938)

Nagrody
- Krzyż Żelazny za czyny podczas I wojny światowej
- 1932 - członkostwo w towarzystwie naukowym Katanii Società di Storia patria per la Sicilia orientale[14][15]

## Publikacje W. Cohna
Po wojnie wydano jego dzienniki (w różnym stopniu kompletności) w Izraelu (1975), Niemczech (kilka wydań), w Polsce (2010) i USA (2012) oraz Wspomnienia (w Niemczech, 1995).
- Willy Cohn. „Kein Recht, nirgends.“ Tagebuch vom Untergang des Breslauer Judentums 1933–1941 (= Neue Forschungen zur schlesischen Geschichte. Bd. 13, 1–2). Red. Norbert Conrads. 2 Bände. Böhlau, Köln u. a. 2006, ISBN 3-412-32905-3. (kolejne wydania w 2008 i 2009)
  - Willy Cohn. Żadnego prawa – nigdzie. Dziennik z Breslau 1933–1941. Wyd. Via Nova, 2010. ISBN 978-83-60544-74-7.
  - Willy Cohn. No Justice in Germany: The Breslau Diaries, 1933-1941. Willy Cohn. Red. Norbert Conrads. Stanford University Press, 2012. ISBN 978-0804773249.